# Soniatxnossilia
Soniatxnossilia (en (ucraïnès): Сонячносілля, en rus: Солнечноселье, Solnetxnossélie) és un poble de la República Autònoma de Crimea, a Ucraïna, que el 2014 tenia 139 habitants. Pertany al districte de Bakhtxissarai. Fins al 1945 la vila es deia Airgul.

## Població
Segons les dades del 2001 la composició de la població de la vila de Solnetxnossélie d'acord amb la llengua que empren és la següent:
| Llengua  | Percentatge |
| -------- | ----------- |
| Rus      | 47,4        |
| Tàtar    | 33,33       |
| Ucraïnès | 16,09       |